# 二条康道
二条 康道（にじょう やすみち）は、江戸時代前期の公卿・藤氏長者。藤原氏摂関家二条家の第16代当主。摂政・左大臣に昇った。関白九条幸家と豊臣完子の長男で九条道房、松殿道基らの兄。江戸幕府3代将軍徳川家光と徳川和子（東福門院）の甥に当たる。幼名は松鶴、一字名として「東」「藤」。
後水尾天皇に仕え明正天皇と後光明天皇の即位など重要儀式に立ち会い、摂政を退いた後も重用され、後光明天皇死後の後継者問題にも関与して幕府との折衝に当たった。また父が庇護していた京狩野の後援者の1人でもあり、父と同様に彼等を庇護した。

## 経歴

### 二条家相続
大叔父の二条昭実に子がいないため、松鶴は慶長16年（1611年）12月26日に昭実の養子として二条家を相続、2年後の慶長18年（1613年）2月17日に大御所徳川家康より「康」の字を贈られて康道と名乗る。これ以降斉敬の代まで徳川将軍家から偏諱を賜るようになった。同年12月7日に正五位下左近衛少将に叙せられて元服、2週間後の21日に元服した長弟忠象（後に道房に改名）は父の後継者として実家の九条家を相続、次弟千世鶴は寛永11年（1634年）7月8日に元服して道基に改名（後に道昭に改名）、29日に再興された松殿家を継いだ。
官位は慶長19年（1614年）6月20日に従四位下、慶長20年（1615年）1月5日に従三位、元和元年（同年。慶長から改元）12月27日に左近衛中将、翌元和2年（1616年）7月4日に権中納言に任命された。元和5年（1619年）3月29日には権大納言に昇進、同年12月25日に位階も正三位に上がったが、この間の7月14日に養父が薨去、幼い康道の将来を案じた養父の遺言で、実父を始め大叔父で養父の2人の弟である鷹司信房と義演、実父の弟で康道の叔父増孝が後見人になった。また、実父は二条家の相伝である即位灌頂（天皇の即位式の中で行われた密教儀式）の資料『御即位勧請并叙位除目之相伝』を預かり、康道が21歳になった寛永4年（1627年）に資料を返した。以後康道はこの資料を用いて即位灌頂を行い、明正天皇と後光明天皇それぞれの即位灌頂（寛永7年（1630年）9月12日・寛永20年（1643年）10月21日）で伝授役を務めている。
元和6年（1620年）1月5日に従二位、8月17日に右近衛大将、翌元和7年（1621年）1月12日に内大臣、元和8年（1622年）1月5日に正二位に叙せられ、元和9年（1623年）1月5日に左近衛大将任官（寛永3年（1626年）8月27日まで）、寛永6年（1629年）9月13日に右大臣、寛永9年（1632年）12月28日には左大臣にまでなった。
この間慶事と身内の不幸に接し、元和9年11月24日に後見人の1人鷹司信房夫妻の媒酌で、後陽成天皇の皇女で後水尾天皇の同母妹貞子内親王と祝言を挙げ、寛永元年（1624年）12月13日に息子・二条光平が誕生した一方、前日に父方の祖母高倉熙子が他界する不幸に遭っている。寛永3年9月6日に上洛した大御所徳川秀忠（母方の祖母江の3度目の結婚相手）・将軍徳川家光（母の異父弟）父子が滞在していた二条城に後水尾天皇が行幸すると、天皇の中宮で同い年の母方の叔母に当たる和子が天皇に先立ち行啓、弟の忠象ら他の公卿たちと共に和子に随行、御宴にも出席した。

### 2人の天皇の摂政
寛永6年10月29日に天皇が和子所生の皇女（康道の母方の従妹）女一宮へ内親王宣下を行い興子と名付け、同母姉清子内親王（鷹司信房の子で康道の従叔父鷹司信尚の妻）にも准三后宣下を行った時に上卿を務めた。ところが11月8日に天皇が開いた片節会にも上卿を務めたが、そこで天皇が唐突に興子内親王へ譲位（明正天皇）したことを告げられ、出席した他の公家たちと共に驚愕、片節会で外弁を務めた日野資勝は康道から譲位を知らされたことを日記に書いている。翌寛永7年9月12日に即位の礼で内弁と即位灌頂を務めたが、幕府から派遣された即位見届けと譲位について武家伝奏と摂家に問い合わせる使者たち（老中土井利勝・酒井忠世・金地院崇伝）が9月16日に摂政一条兼遐（後に昭良に改名）の邸で摂家を集めた際、故障のため欠席している。
寛永9年に秀忠が死去すると、幕府は秀忠の院号の選定を朝廷に要請した。結果、朝廷では康道が勘申した台徳院に定め、幕府も了承した。それから3年後の寛永12年（1635年）9月16日に明正天皇が行幸を敢行したが（朝覲行幸とされる）、それに先立ち上皇から命じられた先例調査に取り組み行幸に随行、10月9日に一条昭良に代わり摂政・藤氏長者に就任したが、翌寛永13年（1636年）に再び身内の不幸が訪れ、1月17日に父方の祖父九条兼孝が薨去した。翌寛永14年（1637年）には上皇が摂政である康道を関白に改めて任命しようとしたが（復辟）、京都所司代板倉重宗の反対で実現しなかった。同年12月24日、左大臣を辞職。
それでも天皇の儀式に加えられ、寛永15年（1638年）6月16日に明正天皇の鬢削ぎ役を務め、翌寛永16年（1639年）1月5日に従一位、寛永17年（1640年）3月12日に敢行された2度目の朝覲行幸でも先例調査を行っている。また寛永20年9月29日に天皇の異母弟紹仁親王（後光明天皇）の元服の儀で加冠を勤め、10月21日に天皇が紹仁親王へ譲位した際に即位灌頂を務めた。皇室との縁も深まり、正保2年（1645年）1月28日に息子光平が後水尾上皇の皇女で明正上皇の同母妹かつ後光明天皇の異母姉に当たる賀子内親王と縁組、慶安元年（1648年）に2人の間に孫娘隆崇院（徳川綱重室）が誕生した。

### 摂政辞職、晩年
だが、正保3年（1646年）6月12日に次弟道昭が急死。続いて長弟道房も体調が悪化、実父と共に余命いくばくもない道房を摂政に就任させるべく幕府へ働きかけ、正保4年（1647年）1月5日に摂政を道房へ譲る形で辞職、摂政になった道房は5日後の10日に薨去。弟2人に先立たれたが後光明天皇の下で光平共々重用され、程朱学派に傾倒した天皇が朝山意林庵を招聘すると天皇への講釈を整え、自らも光平と共に聴聞に参加した。慶安4年（1651年）の後水尾上皇の出家に立ち会い、翌慶安5年（1652年）に天皇から幕府へ提示する改元案の数を求められ、昭良や関白近衛尚嗣と相談して候補を絞り込んで提示することを言上、元号は最終的に幕府へ提示して選ばれた承応に改元された。翌承応2年（1653年）9月21日には光平が関白に任命された。
承応3年（1654年）9月20日に後光明天皇が急死すると、後水尾法皇の御所で光平や天皇の側近勧修寺経広・三条西実教・持明院基定、武家伝奏清閑寺共房・野宮定逸らと対応を協議、天皇の異母弟の高貴宮（後の霊元天皇）を養子にすること、幼い高貴宮が成長するまで中継ぎとして天皇のもう1人の異母弟かつ高貴宮の異母兄良仁親王が即位することを合意（後西天皇）、幕府との相談を勧めた東福門院の意向と法皇の支持も得た上で光平と共に幕府へ書状を送り、幕府の承諾を取り付けた。後継者問題は収拾を付けたが、万治元年（1658年）8月18日に実母完子が逝去、万治4年（1661年）1月15日に光平邸から出火した火事が内裏・御所・多くの公家屋敷・町家・武家長屋を焼き払う大火災になるなど、晩年も訃報と災難に見舞われた。
寛文5年（1665年）7月、80歳の高齢で体調を崩した実父を見舞ったが甲斐なく8月21日に薨去。翌寛文6年（1666年）7月28日に自身も実父の後を追うように薨去。享年60。家督は光平が継いだが男子が無いため、康道の遺言に基づき延宝4年（1676年）に九条道房の養子・九条兼晴の次男石君（後の二条綱平）が養子に迎えられ、法皇が養子に推薦した昭良の次男（後の醍醐冬基）は退けられた。

## 逸話
父が後援していた京狩野の画家狩野山雪と兄や弟と共に交流していたことが日記『康道公記』に確認され、寛永10年9月9日条・寛永13年1月3日条・寛永15年1月20日条・寛永19年（1642年）5月5日・寛永20年5月5日条の記録に山雪が養父狩野山楽の代理として康道の屋敷へ訪れたこと、描いた短冊・扇子を康道に進上したことが書かれ、小品の注文を引き受けていた山雪の仕事の一端が窺える。また、京狩野に伝わる作品集『山楽山雪山水帖』にある瀟湘八景図に書かれた墨書「二条御内三位殿」の署名は位階が三位だった時期の康道を指しているとされる（光平説もあり）。
山雪の息子狩野永納にも頻繁に注文を頼んでいたことが二条家の記録『二条家内々番所日次記』に記され、明暦2年（1656年）12月27日条が永納が登場した最初の記録であるが、この記録で永納は康道の下に色紙50枚を持参したとあることからそれ以前に交流があったと考えられる。康道が永納へ注文した仕事は屏風や絵画などがあり、永納も康道との関係を大切にして正月・端午の節句など節目の挨拶で彼の下を頻繁に訪問しており、康道が実父を亡くす前の寛文5年8月11日と16日に見舞いに訪れ、康道を通じて九条家など他の公家たちとも交流を広げ、二条家とは光平に代替わりした後も長期にわたり交流を続けた。二条家関係の永納の作品で現存している絵は万治2年（1659年）作の『舞楽図巻』である。
他の文化人との関わりには、松永貞徳に俳諧を学んだことが挙げられる。

## 官位官職経歴
- 慶長18年（1613年）：正五位下・左近衛少将
- 慶長19年（1614年）：従四位下
- 慶長20年（1615年）：従三位
- 元和1年（1615年）：左近衛中将
- 元和2年（1616年）：権中納言
- 元和5年（1619年）：権大納言・正三位
- 元和6年（1620年）：従二位・右近衛大将
- 元和7年（1621年）：内大臣
- 元和8年（1622年）：正二位
- 元和9年（1623年）：左近衛大将
- 寛永3年（1626年）：左近衛大将を辞す
- 寛永6年（1629年）：右大臣
- 寛永9年（1632年）：左大臣
- 寛永12年（1635年）：摂政・藤氏長者
- 寛永14年（1637年）：左大臣を辞す
- 寛永16年（1639年）：従一位
- 正保4年（1647年）：摂政を辞す

## 系譜
- 父：九条幸家
- 母：豊臣完子 - 豊臣秀勝の娘
- 正室：貞子内親王（後陽成天皇皇女）
  - 男子：二条光平（寛永2年（1625年） - 天和2年（1682年））
- 生母未詳
  - 女子：華山仙禅師（? - 寛文11年（1671年）） - 慈受院
  - 女子：瑞照院日通（? - 寛文12年（1672年）） - 瑞龍寺3世、善正寺3世